# Trichopilia mutica
Trichopilia mutica là một loài thực vật có hoa trong họ Lan. Loài này được (Lindl.) Rchb.f. & Wullschl. miêu tả khoa học đầu tiên năm 1863.